# A Escolha É Sua
A Escolha É Sua foi um programa interativo do canal português TVI, que dava ao telespectador a hipótese de escolher, numa votação em tempo real, o que irá ser exibido a uma determinada hora, de entre dois conteúdos pré-determinados (frequentemente episódios de séries) denominados "Bloco A" e "Bloco B". O custo da chamada para votar era de valor acrescentado.